# Ferdi Konak
Ferdi Konak (* 13. Februar 1996 in Afşin) ist ein türkischer Fußballspieler, der für Bugsaşspor spielt.

## Karriere
Konak kam in Afşin, auf die Welt, zog bereits im Kindesalter mit seiner Familie nach Ankara und begann hier mit dem Vereinsfußball in der Jugend von Lara Futbol Eğitim Merkezi SK. 2008 wurde er von Ankaraspor für die Nachwuchsabteilung angeworben. 2010 übergab man Konak an die Nachwuchsabteilung von Bugsaş Spor, einem Zweitverein von Ankaragücü. Bereits nach einem Jahr kehrte er aber zu Ankaraspor zurück, unterschrieb vorerst einen Amateurvertrag und spielte für die Jugendmannschaften des Vereins.
Nachdem die Profimannschaft Ankaraspors für die Spielzeit 2013/14 die Teilnahme an der zweithöchsten türkischen Spielklasse, an der TFF 1. Lig, erlangte, wurde Konak in diese Mannschaft aufgenommen, spielte aber eine Saison lang für die Reservemannschaft. Für die Saison 2014/15 wurde er an den Drittligisten Bugsaşspor ausgeliehen. Zur Rückrunde der Saison 2014/15 kehrte er zu Ankaraspor, welches seinen Namen im Sommer 2014 in Osmanlıspor FK geändert hatte, zurück. Für die neue Saison wurde er erneut an Bugsaşspor ausgeliehen.

## Erfolge
Mit Ankaraspor A2 (Rerservemannschaft)
- Meister der TFF A2 Ligi: 2012/13